# Johann Gottfried Köhler
Johann Gottfried Köhler (* 15. Dezember 1745 in Gauernitz bei Dresden; † 19. September 1800 in Dresden) war ein deutscher Astronom.
Köhler war von 1771 bis 1776 Sekretär der Leipziger Ökonomischen Sozietät. 1776 wurde er „Inspector des Mathematischen Salons und der Kunstkammer“. Dadurch wurde er Astronom und machte zahlreiche Beobachtungen, die er in der Zeitschrift „Monatliche Correspondenz“ des Franz Xaver von Zach publizierte.

Das Zeichen des Planeten Uranus

Er entdeckte die Galaxien Messier 59 und Messier 60 und den Sternhaufen Messier 67.
Auf seinen Vorschlag hin wurde das Uranussymbol durch Johann Elert Bode eingeführt.
Als Gründungsjahr für den Zeitdienst am Mathematisch-Physikalischen Salon gilt das Jahr 1783. Nach dem Ableben von Oberinspektor Johann Ernst Zeiher im Jahre 1784 wurde kein neuer Oberinspektor ernannt – faktisch übernahm Köhler dessen Aufgaben. Obwohl der Kontakt von Hans Moritz von Brühl und Franz Xaver von Zach zu Johann George Palitzsch bekannt ist und Köhler den Nachlass von Palitzsch geschätzt hat, ist eine persönliche Beziehung zu dem Prohliser Bauernastronomen nicht überliefert.
Köhler war Teilnehmer am Ersten europäischen Astronomenkongress 1798 in Gotha.